# Заноги (Островский район)
Заноги (иногда как Занок) — деревня в Горайской волости Островского района Псковской области.
Расположена в 12 км к югу от города Остров и в 1,5 км к юго-западу от деревни Зайцы.
Постоянное население по состоянию на 2000 год в деревне отсутствовало.
До 3 июня 2010 года деревня входила в состав ныне упразднённой Синерецкой волости с центром в д.Гривы.